# Sranten
Sranten is een bestuurslaag in het regentschap Boyolali van de provincie Midden-Java, Indonesië. Sranten telt 2392 inwoners (volkstelling 2010).